# 텐잔 히로요시

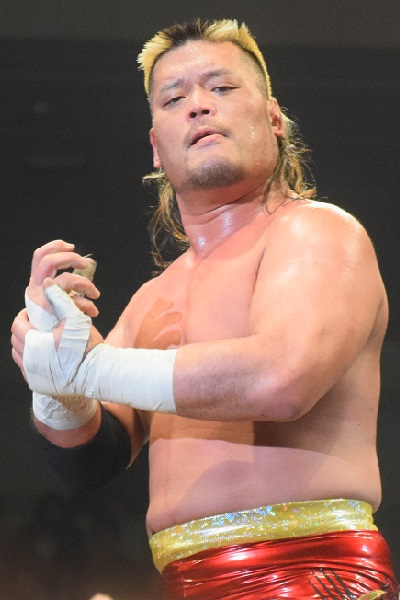
텐잔 히로요시 (2016년)

텐잔 히로요시(天山 廣吉, てんざん ひろよし, 1971년 3월 23일 ~ )은 일본의 프로레슬러, 운동선수이다. 본명은 야마모토 히로요시(山本 廣吉)이다. 1991년 1월 11일에 데뷔하였다. 영화, 음반에도 출연했다.

## 방송, 미디어 출연

### 영화
- 감독 만세! (2007년 6월 2일)
- 탐정은 BAR에 있다 3 (2017년 12월 1일)
- 가출 레슬러 (2024년 5월 17일)

### 텔레비전 프로
- 다운타운 DX (요미우리 TV, 2015년 7월 23일 – 마카베 토우기와 출연)
- 전력! 탈력 타임즈 (2020년 8월 7일, 후지TV) – 페코파 역
- 치도리의 습관이 강한 개그 GP (후지TV, 2020년 10월부터 정기 출연)
- 극레어 씨를 데려왔다. (2025년 4월 28일, TV 아사히) – ‘가장 무리해서 극악 레슬러를 연기했던 사람’
- 세상에서 기묘한 이야기 (1991년 5월 30일) 「복면」 – 젊은 프로레슬러 역
- 체포하겠어 제1화 (2002년 10월 17일, TV 아사히)
- 세 노인의 특별판 (2018년 1월 2일, TV 도쿄) – 기무라 역

### 라디오
- 지카로 presents 머슬 라디오 (2019년 4월 7일~, 닛폰 방송) – 정규 퍼스널리티

### 광고 (CM)
- 모바일 게임 ‘Fight League (파이트 리그)’ (2017년 6월, 믹시・XFLAG 스튜디오) – 태그 플레이: 고지마 사토시 & 텐잔 히로요시 편